# Christian Polge
Christian Polge, né le 27 mars 1965, est un dirigeant d'entreprise ayant exercé des activités en France, en Europe et en Amérique du Nord.

## Biographie

### Études et vie privée
Il naît le 27 mars 1965,. Son père est dirigeant de multinationales.
Il est admis à l'EDHEC. Il est trésorier de la Course Croisière EDHEC en 1988. Il est diplômé du master Grande école de l'EDHEC en 1989[source insuffisante]. En 2005, il est diplômé de l'« Advanced Management Program » (AMP) de l'INSEAD.
Il est père de trois enfants.

### Parcours professionnel

#### Au sein de la Coca-Cola Company
A la fin de ses études à l'EDHEC, il reçoit une proposition d'embauche de la Société Parisienne de Boissons Gazeuses, qui est une filiale de Pernod Ricard. Elle est rachetée par Coca-Cola Company la même année. Il y devient vendeur, puis manager des ventes en grande distribution (GMS), responsable régional distribution automatique et responsable clients nationaux. 
En 1994, il est promu directeur national du circuit GMS, puis directeur de la région Paris Île-de-France.
De 2002 à 2005, il est vice-président et directeur commercial et marketing de Coca Cola Entreprise.
Après plusieurs années au conseil d'administration, il est nommé président de  l'Institut Français du Merchandising 2005 succédant à Serge Papin de Système U.  
De 2005 à 2010, il est président de Coca-Cola France, la filiale française de la Coca-Cola Company. Il est chargé de la stratégie de croissance, du marketing des marques, de la communication et des partenariats. Il succède à Paul Gordon, nommé directeur de la stratégie au niveau européen. Sous sa présidence, Coca-Cola revient sur le marché de l'eau. Il double le budget publicitaire de Coca-Cola. Il dirige le lancement du Coca Zero en 2007[réf. à confirmer].
En 2009, il est président du Syndicat national des boissons rafraîchissantes (SNBR), qui regroupe les principaux fabricants de boissons sans alcool en France,.
En 2010, il est nommé directeur général des opérations de Coca-Cola Europe du Nord couvrant le Royaume-uni, l'Irlande, la France, les pays du Benelux et les pays nordiques. 
En 2015, il est nommé Président de Coca-Cola Canada et entre au comité exécutif de Coca-Cola Amérique du Nord,.

#### Après Coca-Cola
En 2018, il prend la direction de la marque d'infusions Les Deux Marmottes, en Savoie,,.

## Distinctions
Il a été élu « EDHEC de l'année 2006 »,.